# جی نیکسون
جی نیکسون (به انگلیسی: Jay Nixon) فرماندار پیشین ایالت میزوری از حزب دموکرات ایالات متحده آمریکا است که در تاریخ ۱۲ ژانویه ۲۰۰۹ میلادی به عنوان فرماندار انتخاب شد و تا سال 2017 در این سمت باقی ماند.